# Leffincourt
Leffincourt ist eine französische Gemeinde mit 189 Einwohnern (Stand: 1. Januar 2022) im Département Ardennes in der Region Grand Est (bis 2015 Champagne-Ardenne). Sie gehört zum Arrondissement Vouziers und zum Kanton Attigny.

## Geographie und Infrastruktur
Leffincourt liegt etwa 40 Kilometer nordöstlich von Reims. Im Gemeindegebiet entspringt der Fluss Retourne.
Nachbargemeinden sind Dricourt im Nordwesten, Coulommes-et-Marqueny im Norden, Quilly im Nordosten, Tourcelles-Chaumont und Bourcq im Osten, Contreuve im Südosten, Semide im Süden und Machault im Südwesten. 
Die ehemalige Route nationale 325 führt mit dem Anschluss Leffincourt-Mazagran durch die Gemeinde Leffincourt.

## Bevölkerungsentwicklung
| Jahr      | 1962 | 1968 | 1975 | 1982 | 1990 | 1999 | 2008 | 2015 |
| --------- | ---- | ---- | ---- | ---- | ---- | ---- | ---- | ---- |
| Einwohner | 232  | 205  | 170  | 176  | 160  | 149  | 172  | 185  |

## Sehenswürdigkeiten
- Kirche Saint-Blaise, aus dem 15./16. Jahrhundert, seit dem 1948 Monument historique

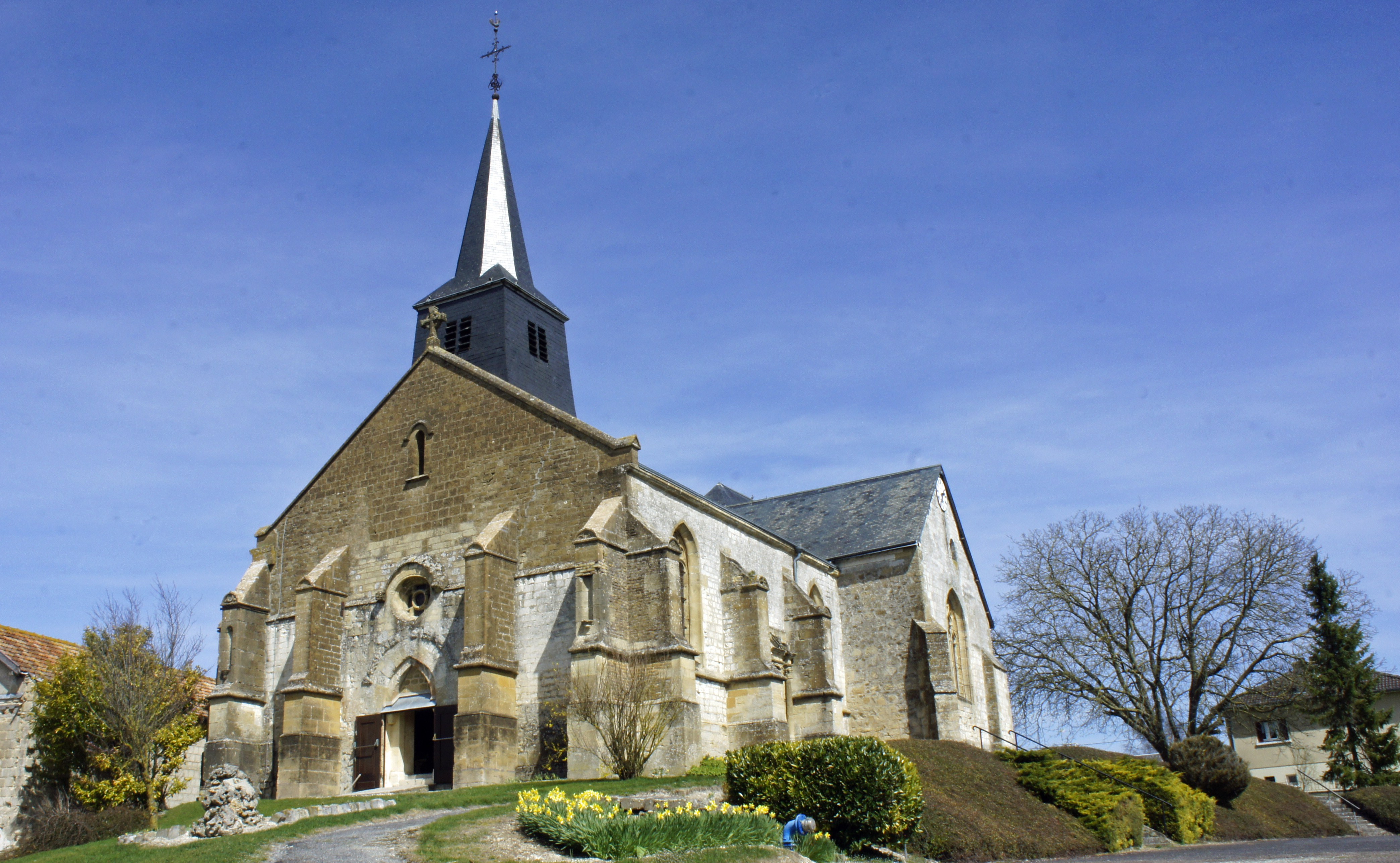
Kirche Saint-Blaise

- Kriegerdenkmal